# Raffaele Di Fusco
Raffaele Di Fusco (Riardo, Provincia de Caserta, Italia, 6 de octubre de 1961) es un exfutbolista y entrenador italiano. Jugó de portero y actualmente es el entrenador de los arqueros del US Lecce.

## Trayectoria
Se formó en las categorías inferiores del Napoli. En 1980 fue cedido a préstamo al Vicenza, donde hizo su debut como profesional permaneciendo tres temporadas. En 1983 volvió al Napoli, club en el que jugó durante toda su carrera (salvo dos breves paréntesis en el Catanzaro y el Torino). Una peculiaridad de Di Fusco es que, pese a su larga militancia en el Napoli, nunca fue el portero titular del conjunto partenopeo: de hecho ha sido el segundo de Luciano Castellini, Claudio Garella, Giuliano Giuliani, Giovanni Galli y Giuseppe Taglialatela.
Con los napolitanos se consagró dos veces campeón de Italia (1986/87, 1989/90), ganó una Copa de Italia (1986/87) y una Copa de la UEFA (1988/89).
Di Fusco inició su carrera como entrenador en 1998, en las categorías inferiores del Napoli. En 2000 pasó al primer equipo, en calidad de entrenador de los arqueros. El año siguiente firmó con el Viribus Unitis de Somma Vesuviana (Nápoles). Tras una temporada como técnico del Cavese, volvió a ocuparse del entrenamiento de los porteros en el Siena, el Messina (llamado por técnico Bruno Giordano, su excompañero en el Napoli) y el Pro Patria de Busto Arsizio (Varese), del que fue también entrenador en el abril de 2010. En 2010 se convirtió en el entrenador de los porteros del Torino. Actualmente entrena a los arqueros del Lecce.
Ha ideado y patentado el "desviador de trayecto", un instrumento para ayudar a la preparación de los porteros.

## Clubes

### Como jugador
| Club          | País   | Año         |
| ------------- | ------ | ----------- |
| LR Vicenza    | Italia | 1980 - 1983 |
| SSC Napoli    | Italia | 1983 - 1985 |
| US Catanzaro  | Italia | 1985 - 1986 |
| SSC Napoli    | Italia | 1986 - 1990 |
| Torino Calcio | Italia | 1990 - 1993 |
| SSC Napoli    | Italia | 1993 - 1998 |

### Como entrenador
| Club                              | País   | Año         |
| --------------------------------- | ------ | ----------- |
| SSC Napoli (juvenil)              | Italia | 1998 - 2000 |
| SSC Napoli (arqueros)             | Italia | 1998 - 2000 |
| PS Viribus Unitis                 | Italia | 2001 - 2002 |
| SS Cavese 1919                    | Italia | 2002 - 2003 |
| AC Siena (arqueros)               | Italia | 2004 - 2005 |
| FC Messina (arqueros)             | Italia | 2006 - 2007 |
| Aurora Pro Patria 1919 (arqueros) | Italia | 2008 - 2010 |
| Aurora Pro Patria 1919            | Italia | 2010        |
| Torino FC                         | Italia | 2010 - 2011 |
| US Lecce (segundo y arqueros)     | Italia | 2013        |
| US Lecce (arqueros)               | Italia | 2013 - Act. |

## Palmarés

### Campeonatos nacionales
| Título                 | Club          | País   | Año         |
| ---------------------- | ------------- | ------ | ----------- |
| Copa Italia de Serie C | LR Vicenza    | Italia | 1981 - 1982 |
| Serie A                | SSC Napoli    | Italia | 1986 - 1987 |
| Copa Italia            | SSC Napoli    | Italia | 1986 - 1987 |
| Serie A                | SSC Napoli    | Italia | 1989 - 1990 |
| Copa Italia            | Torino Calcio | Italia | 1992 - 1993 |

### Copas internacionales
| Título          | Club          | País   | Año         |
| --------------- | ------------- | ------ | ----------- |
| Copa de la UEFA | SSC Napoli    | Italia | 1988 - 1989 |
| Copa Mitropa    | Torino Calcio | Italia | 1991        |